# Dylan McLaughlin
Dylan McLaughlin (2 de diciembre de 1993, La Mesa, California) es un actor estadounidense. Apareció en series de televisión como ER y bones, como también el la película Alice Upside Down, Georia Rule y Kicking And Screaming. También participó en el papel menor de Benji en iCarly.

## Infancia
Dylan MClaughlin empezó a actuar en el año 2003, con diez años, como su hermano mayor , dice también que tiene pánico escénico ya que el usualmente no actúa demasiado.

## Premios
- 2008: Dylan fue nominado a al premio Young actors awards a la nominación de mejor actuación actor joven .

## Filmografía
| Filme o Programa    | Rol            | Años      | Episodios                                        |
| ------------------- | -------------- | --------- | ------------------------------------------------ |
| "Dragnet"           | Oliver Harmson | 2003      | The Artful Dodger                                |
| "The Division"      | Billy Wright   | 2003      | Radioactive Spider                               |
| "The Guardian"      | Evan Atkins    | 2003      | Let's Spend the Night Together                   |
| Seeing Other People | Jake           | 2004      |                                                  |
| Kicking & Screaming | Sam Weston     | 2005      |                                                  |
| Supercross          | Young Trip     | 2005      |                                                  |
| "Bones"             | Alex Morris    | 2006      | The Boy in the Shroud                            |
| Georgia Rule        | Sam            | 2007      |                                                  |
| You've Got a Friend | Bobby          | 2007      | TV Movie                                         |
| Alice Upside Down   | Patrick Long   | 2007      |                                                  |
| "Journeyman"        | Young Steven   | 2007      | Keepers                                          |
| "ER"                | Marcus Faneca  | 2007      | Coming Home                                      |
| iCarly              | Benji          | 2007–2009 | iDate a Bad Boy, iRue the day, iMake Sam Girlier |